# Superintendentura Ostrzeszów Ewangelickiego Kościoła Unijnego
Superintendentura Ostrzeszów Ewangelickiego Kościoła Unijnego – jednostka organizacyjna Ewangelickiego Kościoła Unijnego w Polsce istniejąca w okresie II Rzeczypospolitej i obejmująca grupę gmin kościelnych (zborów) czyli parafii tego Kościoła, mająca siedzibę w Ostrzeszowie.
Była najdalej na południe wysuniętą superintendenturą Kościoła. Obejmowała obszar historycznej Wielkopolski, ale również część Śląska przyłączoną do województwa poznańskiego bez plebiscytu po pierwszej wojnie światowej, zamieszkałą w mniej więcej połowie przez ludność ewangelicką (ponad 10 tysięcy), w dużej mierze polskojęzyczną. Również polskojęzyczni ewangelicy po stronie wielkopolskiej (około 10 tysięcy) byli w większości potomkami śląskich ewangelików z czasów kontrreformacji. Obie społeczności łączyły pewne więzi jeszcze w czasach pruskich i wśród obu postępowała germanizacja.

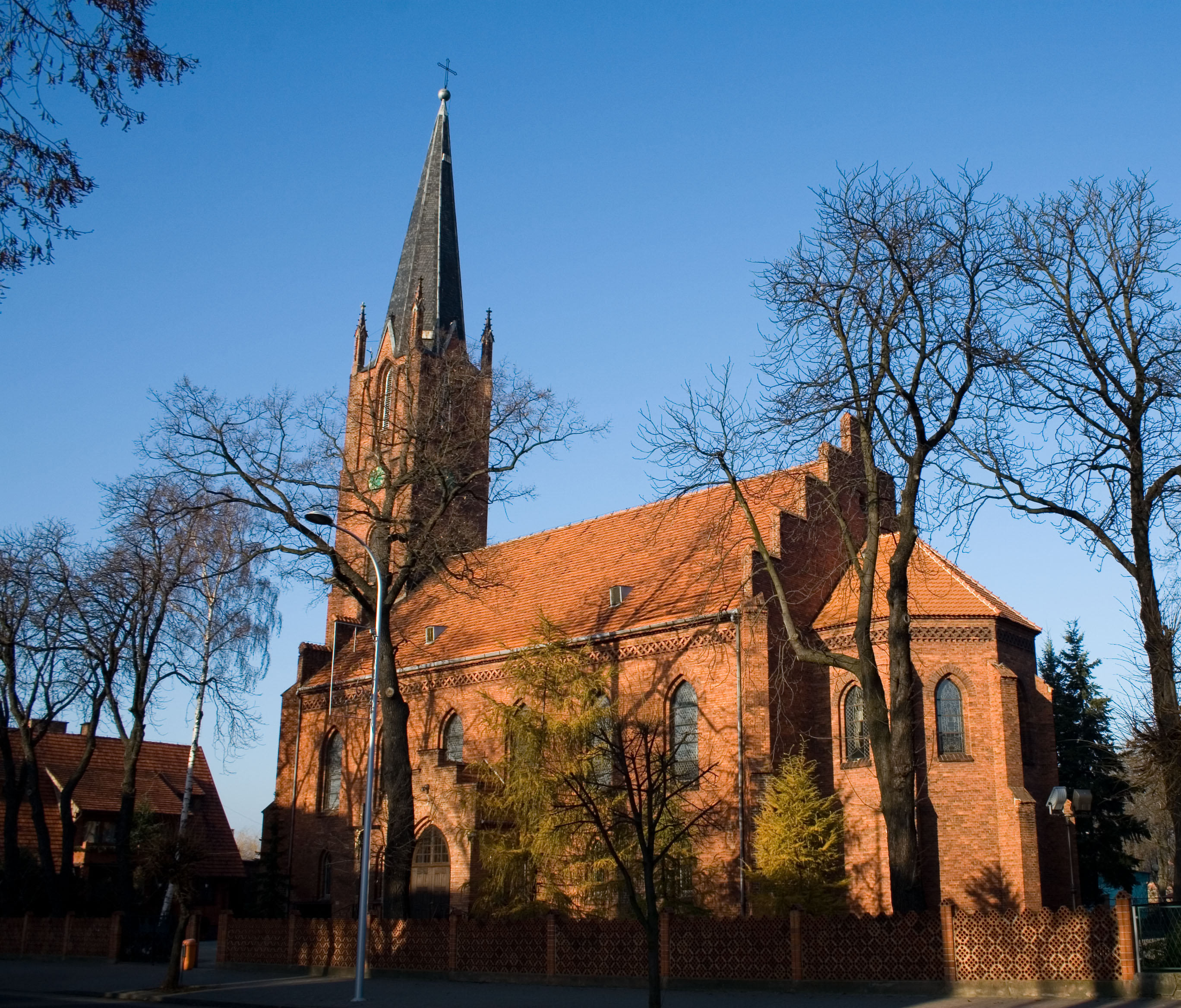
Dawny kościół ewangelicki w Ostrzeszowie, obecnie katolicki kościół Chrystusa Króla

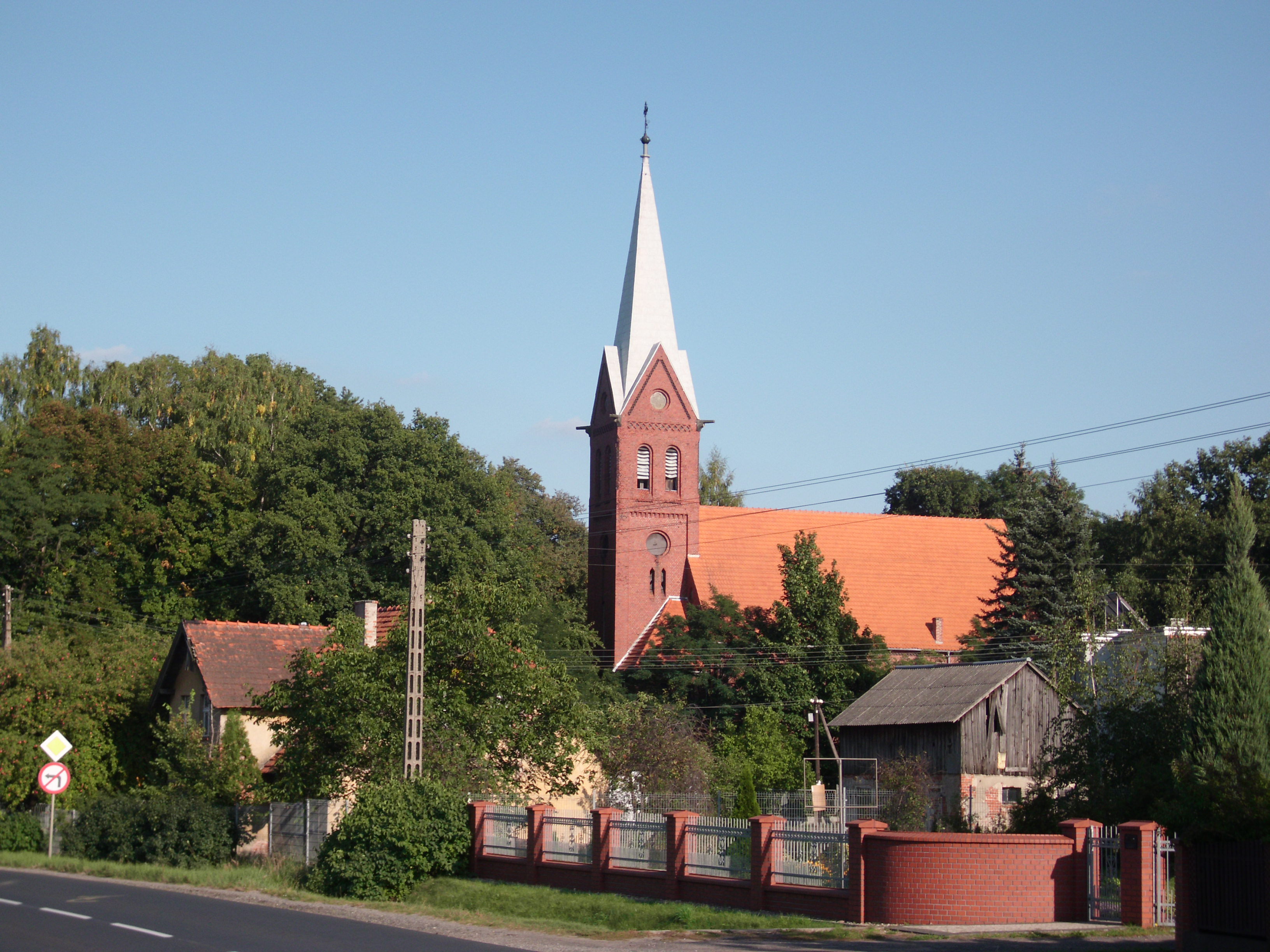
Kościół ewangelicki w Kobylej Górze

## Dane statystyczne

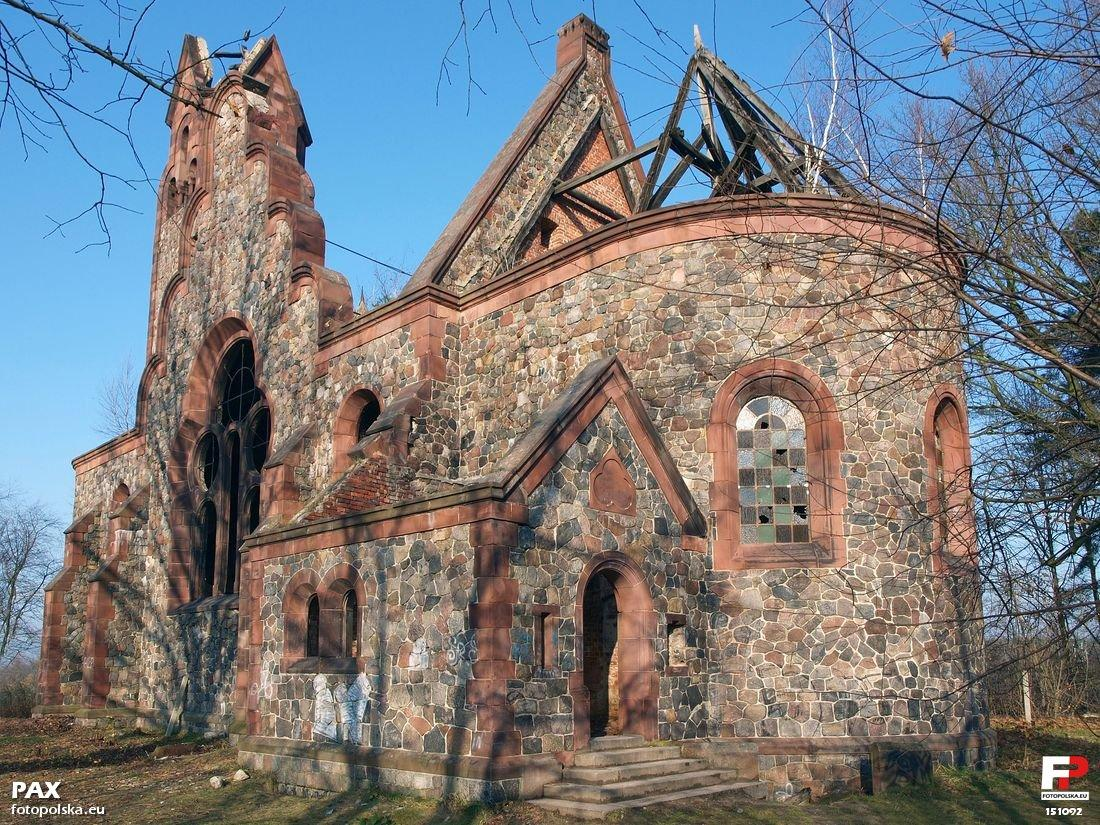
Zrujnowany kościół ewangelicki w Pisarzowicach

| Parafia                               | Liczba wiernych (1937) |
| ------------------------------------- | ---------------------- |
| Odolanów                              | 1958                   |
| Bralin pow. Kępno                     | 130                    |
| Strzyżew pow. Kępno                   | 602                    |
| Drobaszki pow. Kępno (obecnie Drożki) | 324                    |
| Grabów pow. Kępno                     | 950                    |
| Kobyla góra pow. Kępno                | 740                    |
| Chojnik pow. Kępno                    | 2700                   |
| Kępno                                 | 889                    |
| Laski pow. Kępno                      | 330                    |
| Latowice pow. Ostrów Wlkp.            | 354                    |
| Opatów pow. Kępno                     | 68                     |
| Nowe Skalmierzyce                     | 52                     |
| Ostrów Wielkopolski                   | 493                    |
| Raszków pow. Odolanów                 | 693                    |
| Rychtal pow. Kępno                    | 101                    |
| Ostrzeszów                            | 2050                   |
| Pisarzewice pow. Kępno                | 830                    |
| Czarnylas pow. Odolanów               | 884                    |
| Sulmierzyce pow. Odolanów             | 170                    |
| Sośnie pow. Ostrów                    | 1944                   |
| Podzamcze pow. Kępno                  | 114                    |

## Literatura
- Karol Kotula: Polski lud ewangelicki w południowo-wschodniej części województwa poznańskiego. Warszawa: Związek Polski Towarzystwa i Zborów Ewangelickich, 1929. Brak numerów stron w książce